# OwnCloud
ownCloud è un software libero che permette di gestire un completo servizio di file hosting.
Il codice sorgente del server di ownCloud è pubblicato sotto i termini della licenza GNU Affero General Public License, e vi sono diversi client sviluppati sia per i principali sistemi operativi desktop (Windows, macOS, Linux) che per dispositivi mobili (Android, iOS). 
La versione ufficiale per Android è disponibile sia su F-Droid in versione gratuita che su Play Store a pagamento.

## Funzionalità
- Gestione di utenti e gruppi
- Visualizzatore di documenti ODF e PDF
- Riproduttore multimediale (e streaming audio/video)
- Calendari (anche CalDAV)
- Rubriche (anche CardDAV)
- Crittografia dei file
- Interazione con servizi di file storage terzi (es. SFTP, Dropbox, Google Drive, ...).
- Modularità tramite apps